# Luis Juan de Milá
Luis Juan de(l) Milá y de Borja, talvolta italianizzato in Giovanni Ludovico (da) Milano (in catalano: Lluís Joan del Milà i Borja; Játiva, 1430/1432 – Bélgida, 9 dicembre 1510), è stato un cardinale e vescovo cattolico spagnolo.

## Biografia
Nacque a Játiva, vicino a Valencia in Spagna, figlio di Joan de Milà e Catalina de Borja y Martì, sorella di papa Callisto III. Fu cugino di Rodrigo Borgia, divenuto nel 1492 Papa col nome di Alessandro VI.
Frequentò per qualche tempo l'università di Bologna per studiare diritto canonico. Canonico del capitolo della chiesa collegiata di Játiva e prevosto di Valencia, ebbe un figlio illegittimo, Jaime de Milà y de Borja, che riconobbe e al quale cedette la sua signoria su Albaida, che fu elevata a contea.
Nominato vescovo di Segorbe e Albarracín il 29 gennaio 1453, divenne governatore di Bologna il 13 luglio 1455.
Fu creato cardinale in segreto dallo zio, papa Callisto III, il 20 febbraio 1456 e pubblicato nel concistoro del 17 settembre 1456 con il titolo cardinalizio dei Santi Quattro Coronati.
Tra tutti i conclavi a cui avrebbe potuto partecipare nella sua lunga vita (sette conclavi), partecipò solo a quello del 1458, che elesse papa Pio II.
Il 7 ottobre 1459 fu trasferito alla sede di Lérida, da cui si dimise poco prima della morte. Il suo successore è stato nominato il 9 dicembre 1510.
Ricevette in commenda i monasteri di San Vicente nella diocesi di Lérida e di Saint-Benigne di Digione. Divenne cardinale protopresbitero nel mese di giugno 1483.
Morì a Bèlgida nel 1508 o 1510 (secondo Eubel) o, secondo il Diccionario de historia eclesiástica de España, il 10 settembre 1507, dopo più di mezzo secolo di cardinalato e fu sepolto dapprima nella chiesa di Bélgida e dopo il 1574 nel convento domenicano di Santa Ana presso Lérida, che aveva finanziato. Era l'ultimo superstite delle creazioni cardinalizie dello zio papa Callisto III.

## Successione apostolica
La successione apostolica è:
- Cardinale Francisco de Remolins (1501)